# Septa (chi ốc biển)
Septa là một chi ốc biển săn mồi từ cỡ nhỏ tới lớn, là động vật thân mềm chân bụng sống ở biển trong họ Cymatiidae.

## Các loài
Theo Cơ sở dữ liệu sinh vật biển (WoRMS) các loài sau với danh pháp hợp lệ được xếp vào chi Septa:
- Septa bibbeyi (Beu, 1987)
- Septa closeli (Beu, 1987)
- Septa flaveola (Röding, 1798)
- Septa hepatica (Röding, 1798)
- Septa marerubrum (Garcia-Talavera, 1985)
- Septa mixta (Arthur & Garcia-Talavera, 1990)
- Septa occidentalis (Mörch, 1877)
- Septa peasei (Beu, 1987)
- Septa rubecula (Linnaeus, 1758)

Các loài đồng nghĩa
- Septa blacketi Iredale, 1936: syn. Septa occidentalis (Mörch, 1877)
- Septa englishi Newton, 1905 †: syn. Charonia lampas (Linnaeus, 1758)
- Septa gemmata is a synonym for Monoplex gemmatus (Reeve, 1844)[4]
- Septa parkinsonia Perry, 1811: syn. Sassia parkinsonia (Perry, 1811): synonym of Austrosassia parkinsonia (Perry, 1811) (original combination)
- Septa petulans Hedley & May, 1908: syn. Sassia petulans (Hedley & May, 1908): syn. Austrotriton petulans (Hedley & May, 1908) (original combination)
- Septa rubicunda Perry, 1811: syn. Charonia lampas (Linnaeus, 1758)
- Septa scarlatina Perry, 1810: syn. Septa rubecula (Linnaeus, 1758)
- Septa spengleri Perry, 1811: syn. Cabestana spengleri (Perry, 1811) (original combination)
- Septa triangularis Perry, 1811: syn. Lotoria triangularis (Perry, 1811) (original combination)
- Septa tritonia Perry, 1810: syn. Charonia tritonis (Linnaeus, 1758)